# Бакуменко Микола Васильович
Микола Васильович Бакуменко (1 листопада 1937, село Дуванка, тепер Золочівського району Харківської області — 6 березня 1992, місто Луганськ) — український радянський діяч, гірничий інженер, секретар Ворошиловградського обласного комітету КПУ, генеральний директор виробничого об'єднання «Луганськвугілля» (1989—1992).

## Біографія
Народився в родині робітників.
У 1961 році закінчив Харківський гірничий інститут.
З 1961 року працював на шахтах тресту «Антрацит»: помічник начальника видобувної дільниці, начальник дільниці, головний інженер шахти № 54 Луганської області. Член КПРС.
Потім — заступник керуючого тресту «Антрацит» Луганської області. До 1975 року — заступник начальника комбінату «Донбасантрацит» міста Красний Луч Ворошиловградської області.
4 березня 1975 — 5 жовтня 1978 року — 1-й секретар Лисичанського міського комітету КПУ Ворошиловградської області.
У 1978 — 3 грудня 1988 року — секретар Ворошиловградського обласного комітету КПУ — завідувач відділу вугільної промисловості Ворошиловградського обласного комітету КПУ.
У грудні 1988 — травні 1989 року — завідувач соціально-економічного відділу Ворошиловградського обласного комітету КПУ.
У травні 1989 — 6 березня 1992 року — генеральний директор виробничого об'єднання «Луганськвугілля» Луганської області.
Помер 6 березня 1992 року. Похований в місті Луганську.

## Нагороди
- орден Трудового Червоного Прапора
- два ордени «Знак Пошани»
- медалі
- дві Почесні грамоти Президії Верховної Ради Української РСР
- знак «Шахтарська слава» трьох ступенів